# Tour du Táchira 2020
La 55e édition du Tour du Táchira (officiellement : Vuelta al Táchira en Bicicleta) a lieu du 12 au 19 janvier 2020 au Venezuela. L'épreuve commence et se termine à San Cristóbal. Le parcours comprend huit étapes sur une distance totale de 907,2 kilomètres.
La course fait partie du calendrier UCI America Tour 2020 en catégorie 2.2.

## Présentation

### Parcours
La course est tracée sur 907,2 kilomètres, répartis en huit étapes : 2 de montagne, 2 de moyenne montagne, 3 de plat et un contre-la-montre.

### Équipes
16 équipes participent à la course dont une UCI ProTeam :
| ProTeam- Androni Giocattoli-Sidermec Équipes régionales et de clubs (15)- Lotería del Táchira - Concafé - Venezuela País de Futuro-Fina Arroz - NR Osorio - MU Training - Deportivo Táchira - Super Ahorro - Moy's - Grupo JHS - Bicicletas Castilla-Idermi - Gobierno de Miranda-Trek - Triple Táchira - Hotel Venecia - Fer-Lab - Gobernación del Táchira - Gobernación de Mérida - Gobierno de Trujillo - Ciclo Corse - Team Herrera - Liga de Ciclismo de Magdalena - Team Neiva-Huila - Gespron Fundación Valle |
| |

## Étapes
| Étape     | Date     | Villes étapes                   | type                        | Distance (km) | Vainqueur d'étape | Leader du classement général |
| --------- | -------- | ------------------------------- | --------------------------- | ------------- | ----------------- | ---------------------------- |
| 1re étape | 12 janv. | San Cristóbal – San Cristóbal   | étape de plaine             | 117,6         | Luca Pacioni      | Luca Pacioni                 |
| 2e étape  | 13 janv. | San Rafael del Piñal – Abejales | étape de plaine             | 154,8         | Ralph Monsalve    | Luca Pacioni                 |
| 3e étape  | 14 janv. | Rubio – Rubio                   | étape de plaine             | 135,2         | Jhonatan Restrepo | Yonathan Salinas             |
| 4e étape  | 15 janv. | Coloncito – La Grita            | étape de montagne           | 145,1         | Leonel Quintero   | Yonathan Salinas             |
| 5e étape  | 16 janv. | San Juan de Colón – Borotá      | étape de moyenne montagne   | 106,7         | Jhonatan Restrepo | Roniel Campos                |
| 6e étape  | 17 janv. | San Cristóbal – Palmira         | contre-la-montre individuel | 16,1          | Kevin Rivera      | Roniel Campos                |
| 6e étape  | 22 janv. | Santo Domingo – Casa del Padre  | étape de montagne           | 148           | Anderson Paredes  | Roniel Campos                |
| 7e étape  | 18 janv. | Ureña – Monumento Cristo Rey    | étape de montagne           | 117           | Kevin Rivera      | Roniel Campos                |
| 8e étape  | 19 janv. | San Cristóbal – San Cristóbal   | étape vallonnée             | 115,2         | Leonel Quintero   | Roniel Campos                |

## Déroulement de la course

### 1reétape
| \| Classement de l'étape \| Classement de l'étape \| Classement de l'étape \| Classement de l'étape \| Classement de l'étape \| \| Coureur \| Coureur \| Pays \| Équipe \| Temps \| \| --------------------- \| --------------------- \| --------------------- \| ---------------------------------------- \| --------------------- \| \| 1er \| Luca Pacioni \| Italie \| Androni Giocattoli-Sidermec \| 2 h 59 min 06 s \| \| 2e \| Isaac Yaguaro \| Venezuela \| Ciclo Corse \| + 0 s \| \| 3e \| Yonathan Salinas \| Venezuela \| Deportivo Táchira - Super Ahorro \| + 0 s \| \| 4e \| Miguel Ubeto \| Venezuela \| Team Cama CCD \| + 0 s \| \| 5e \| Leonel Quintero \| Venezuela \| Matrix Powertag \| + 0 s \| \| 6e \| Germán Rincón \| Venezuela \| Triple Táchira - Hotel Venecia - Fer-Lab \| + 0 s \| \| 7e \| Manuel Díaz \| Colombie \| Team Herrera \| + 0 s \| \| 8e \| César Sanabria \| Venezuela \| \| + 0 s \| \| 9e \| Yurgen Ramírez \| Venezuela \| Venezuela País de Futuro-Fina Arroz \| + 0 s \| \| 10e \| José Castillo \| Venezuela \| \| + 0 s \| |                  |           |                                          |                 |
| |                  |           |                                          |                 |
| |                  |           |                                          |                 |
| Classement de l'étape |                  |           |                                          |                 |
| Coureur | Coureur          | Pays      | Équipe                                   | Temps           |
| 1er | Luca Pacioni     | Italie    | Androni Giocattoli-Sidermec              | 2 h 59 min 06 s |
| 2e | Isaac Yaguaro    | Venezuela | Ciclo Corse                              | + 0 s           |
| 3e | Yonathan Salinas | Venezuela | Deportivo Táchira - Super Ahorro         | + 0 s           |
| 4e | Miguel Ubeto     | Venezuela | Team Cama CCD                            | + 0 s           |
| 5e | Leonel Quintero  | Venezuela | Matrix Powertag                          | + 0 s           |
| 6e | Germán Rincón    | Venezuela | Triple Táchira - Hotel Venecia - Fer-Lab | + 0 s           |
| 7e | Manuel Díaz      | Colombie  | Team Herrera                             | + 0 s           |
| 8e | César Sanabria   | Venezuela |                                          | + 0 s           |
| 9e | Yurgen Ramírez   | Venezuela | Venezuela País de Futuro-Fina Arroz      | + 0 s           |
| 10e | José Castillo    | Venezuela |                                          | + 0 s           |

| \| Classement général \| Classement général \| Classement général \| Classement général \| Classement général \| \| Coureur \| Coureur \| Pays \| Équipe \| Temps \| \| ------------------ \| ------------------ \| ------------------ \| ---------------------------------------- \| ------------------ \| \| 1er \| Luca Pacioni \| Italie \| Androni Giocattoli-Sidermec \| 2 h 58 min 56 s \| \| 2e \| Isaac Yaguaro \| Venezuela \| Ciclo Corse \| + 2 s \| \| 3e \| Yonathan Salinas \| Venezuela \| Deportivo Táchira - Super Ahorro \| + 6 s \| \| 4e \| Jackson Rodríguez \| Venezuela \| Moy's - Grupo JHS \| + 9 s \| \| 5e \| Miguel Ubeto \| Venezuela \| Team Cama CCD \| + 10 s \| \| 6e \| Leonel Quintero \| Venezuela \| Matrix Powertag \| + 10 s \| \| 7e \| Germán Rincón \| Venezuela \| Triple Táchira - Hotel Venecia - Fer-Lab \| + 10 s \| \| 8e \| Manuel Díaz \| Colombie \| Team Herrera \| + 10 s \| \| 9e \| César Sanabria \| Venezuela \| \| + 10 s \| \| 10e \| Yurgen Ramírez \| Venezuela \| Venezuela País de Futuro-Fina Arroz \| + 10 s \| |                   |           |                                          |                 |
| |                   |           |                                          |                 |
| |                   |           |                                          |                 |
| Classement général |                   |           |                                          |                 |
| Coureur | Coureur           | Pays      | Équipe                                   | Temps           |
| 1er | Luca Pacioni      | Italie    | Androni Giocattoli-Sidermec              | 2 h 58 min 56 s |
| 2e | Isaac Yaguaro     | Venezuela | Ciclo Corse                              | + 2 s           |
| 3e | Yonathan Salinas  | Venezuela | Deportivo Táchira - Super Ahorro         | + 6 s           |
| 4e | Jackson Rodríguez | Venezuela | Moy's - Grupo JHS                        | + 9 s           |
| 5e | Miguel Ubeto      | Venezuela | Team Cama CCD                            | + 10 s          |
| 6e | Leonel Quintero   | Venezuela | Matrix Powertag                          | + 10 s          |
| 7e | Germán Rincón     | Venezuela | Triple Táchira - Hotel Venecia - Fer-Lab | + 10 s          |
| 8e | Manuel Díaz       | Colombie  | Team Herrera                             | + 10 s          |
| 9e | César Sanabria    | Venezuela |                                          | + 10 s          |
| 10e | Yurgen Ramírez    | Venezuela | Venezuela País de Futuro-Fina Arroz      | + 10 s          |

### 2eétape
| \| Classement de l'étape \| Classement de l'étape \| Classement de l'étape \| Classement de l'étape \| Classement de l'étape \| \| Coureur \| Coureur \| Pays \| Équipe \| Temps \| \| --------------------- \| --------------------- \| --------------------- \| ---------------------------------------- \| --------------------- \| \| 1er \| Ralph Monsalve \| Venezuela \| Tianyoude Hotel Cycling Team \| 3 h 48 min 22 s \| \| 2e \| Luca Pacioni \| Italie \| Androni Giocattoli-Sidermec \| + 0 s \| \| 3e \| Robert Sierra \| Venezuela \| NR Osorio - MU Training \| + 0 s \| \| 4e \| Miguel Ubeto \| Venezuela \| Team Cama CCD \| + 0 s \| \| 5e \| Nicola Venchiarutti \| Italie \| Androni Giocattoli-Sidermec \| + 0 s \| \| 6e \| Enderson Saez \| Venezuela \| \| + 0 s \| \| 7e \| Julio Herrera \| Venezuela \| \| + 0 s \| \| 8e \| Isaac Yaguaro \| Venezuela \| Ciclo Corse \| + 0 s \| \| 9e \| Germán Rincón \| Venezuela \| Triple Táchira - Hotel Venecia - Fer-Lab \| + 0 s \| \| 10e \| Franklin Chacón \| Venezuela \| Gios Kiwi Atlántico \| + 0 s \| |                     |           |                                          |                 |
| |                     |           |                                          |                 |
| |                     |           |                                          |                 |
| Classement de l'étape |                     |           |                                          |                 |
| Coureur | Coureur             | Pays      | Équipe                                   | Temps           |
| 1er | Ralph Monsalve      | Venezuela | Tianyoude Hotel Cycling Team             | 3 h 48 min 22 s |
| 2e | Luca Pacioni        | Italie    | Androni Giocattoli-Sidermec              | + 0 s           |
| 3e | Robert Sierra       | Venezuela | NR Osorio - MU Training                  | + 0 s           |
| 4e | Miguel Ubeto        | Venezuela | Team Cama CCD                            | + 0 s           |
| 5e | Nicola Venchiarutti | Italie    | Androni Giocattoli-Sidermec              | + 0 s           |
| 6e | Enderson Saez       | Venezuela |                                          | + 0 s           |
| 7e | Julio Herrera       | Venezuela |                                          | + 0 s           |
| 8e | Isaac Yaguaro       | Venezuela | Ciclo Corse                              | + 0 s           |
| 9e | Germán Rincón       | Venezuela | Triple Táchira - Hotel Venecia - Fer-Lab | + 0 s           |
| 10e | Franklin Chacón     | Venezuela | Gios Kiwi Atlántico                      | + 0 s           |

| \| Classement général \| Classement général \| Classement général \| Classement général \| Classement général \| \| Coureur \| Coureur \| Pays \| Équipe \| Temps \| \| ------------------ \| ------------------ \| ------------------ \| -------------------------------- \| ------------------ \| \| 1er \| Luca Pacioni \| Italie \| Androni Giocattoli-Sidermec \| 6 h 47 min 12 s \| \| 2e \| Ralph Monsalve \| Venezuela \| Tianyoude Hotel Cycling Team \| + 6 s \| \| 3e \| Isaac Yaguaro \| Venezuela \| Ciclo Corse \| + 8 s \| \| 4e \| Yonathan Salinas \| Venezuela \| Deportivo Táchira - Super Ahorro \| + 12 s \| \| 5e \| Robert Sierra \| Venezuela \| NR Osorio - MU Training \| + 12 s \| \| 6e \| Roniel Campos \| Venezuela \| Deportivo Táchira - Super Ahorro \| + 13 s \| \| 7e \| Jesús Villegas \| Venezuela \| Gobierno de Miranda-Trek \| + 13 s \| \| 8e \| Jhonny Araujo \| Venezuela \| NR Osorio - MU Training \| + 14 s \| \| 9e \| John Nava \| Venezuela \| Lotería del Táchira - Concafé \| + 14 s \| \| 10e \| César Sanabria \| Venezuela \| \| + 15 s \| |                  |           |                                  |                 |
| |                  |           |                                  |                 |
| |                  |           |                                  |                 |
| Classement général |                  |           |                                  |                 |
| Coureur | Coureur          | Pays      | Équipe                           | Temps           |
| 1er | Luca Pacioni     | Italie    | Androni Giocattoli-Sidermec      | 6 h 47 min 12 s |
| 2e | Ralph Monsalve   | Venezuela | Tianyoude Hotel Cycling Team     | + 6 s           |
| 3e | Isaac Yaguaro    | Venezuela | Ciclo Corse                      | + 8 s           |
| 4e | Yonathan Salinas | Venezuela | Deportivo Táchira - Super Ahorro | + 12 s          |
| 5e | Robert Sierra    | Venezuela | NR Osorio - MU Training          | + 12 s          |
| 6e | Roniel Campos    | Venezuela | Deportivo Táchira - Super Ahorro | + 13 s          |
| 7e | Jesús Villegas   | Venezuela | Gobierno de Miranda-Trek         | + 13 s          |
| 8e | Jhonny Araujo    | Venezuela | NR Osorio - MU Training          | + 14 s          |
| 9e | John Nava        | Venezuela | Lotería del Táchira - Concafé    | + 14 s          |
| 10e | César Sanabria   | Venezuela |                                  | + 15 s          |

### 3eétape
| \| Classement de l'étape \| Classement de l'étape \| Classement de l'étape \| Classement de l'étape \| Classement de l'étape \| \| Coureur \| Coureur \| Pays \| Équipe \| Temps \| \| --------------------- \| --------------------- \| --------------------- \| -------------------------------- \| --------------------- \| \| 1er \| Jhonatan Restrepo \| Colombie \| Androni Giocattoli-Sidermec \| 3 h 28 min 57 s \| \| 2e \| Yonathan Salinas \| Venezuela \| Deportivo Táchira - Super Ahorro \| + 0 s \| \| 3e \| Roniel Campos \| Venezuela \| Deportivo Táchira - Super Ahorro \| + 0 s \| \| 4e \| Kevin Rivera \| Costa Rica \| Androni Giocattoli-Sidermec \| + 0 s \| \| 5e \| Leonel Quintero \| Venezuela \| Matrix Powertag \| + 37 s \| \| 6e \| Jackson Rodríguez \| Venezuela \| Moy's - Grupo JHS \| + 37 s \| \| 7e \| Isaac Yaguaro \| Venezuela \| Ciclo Corse \| + 37 s \| \| 8e \| Franklin Chacón \| Venezuela \| Gios Kiwi Atlántico \| + 1 min 19 s \| \| 9e \| Luca Pacioni \| Italie \| Androni Giocattoli-Sidermec \| + 1 min 41 s \| \| 10e \| Ralph Monsalve \| Venezuela \| Tianyoude Hotel Cycling Team \| + 1 min 41 s \| |                   |            |                                  |                 |
| |                   |            |                                  |                 |
| |                   |            |                                  |                 |
| Classement de l'étape |                   |            |                                  |                 |
| Coureur | Coureur           | Pays       | Équipe                           | Temps           |
| 1er | Jhonatan Restrepo | Colombie   | Androni Giocattoli-Sidermec      | 3 h 28 min 57 s |
| 2e | Yonathan Salinas  | Venezuela  | Deportivo Táchira - Super Ahorro | + 0 s           |
| 3e | Roniel Campos     | Venezuela  | Deportivo Táchira - Super Ahorro | + 0 s           |
| 4e | Kevin Rivera      | Costa Rica | Androni Giocattoli-Sidermec      | + 0 s           |
| 5e | Leonel Quintero   | Venezuela  | Matrix Powertag                  | + 37 s          |
| 6e | Jackson Rodríguez | Venezuela  | Moy's - Grupo JHS                | + 37 s          |
| 7e | Isaac Yaguaro     | Venezuela  | Ciclo Corse                      | + 37 s          |
| 8e | Franklin Chacón   | Venezuela  | Gios Kiwi Atlántico              | + 1 min 19 s    |
| 9e | Luca Pacioni      | Italie     | Androni Giocattoli-Sidermec      | + 1 min 41 s    |
| 10e | Ralph Monsalve    | Venezuela  | Tianyoude Hotel Cycling Team     | + 1 min 41 s    |

| \| Classement général \| Classement général \| Classement général \| Classement général \| Classement général \| \| Coureur \| Coureur \| Pays \| Équipe \| Temps \| \| ------------------ \| ------------------ \| ------------------ \| -------------------------------- \| ------------------ \| \| 1er \| Yonathan Salinas \| Venezuela \| Deportivo Táchira - Super Ahorro \| 10 h 16 min 15 s \| \| 2e \| Jhonatan Restrepo \| Colombie \| Androni Giocattoli-Sidermec \| + 0 s \| \| 3e \| Roniel Campos \| Venezuela \| Deportivo Táchira - Super Ahorro \| + 3 s \| \| 4e \| Kevin Rivera \| Costa Rica \| Androni Giocattoli-Sidermec \| + 10 s \| \| 5e \| Isaac Yaguaro \| Venezuela \| Ciclo Corse \| + 34 s \| \| 6e \| Jackson Rodríguez \| Venezuela \| Moy's - Grupo JHS \| + 43 s \| \| 7e \| Leonel Quintero \| Venezuela \| Matrix Powertag \| + 1 min 24 s \| \| 8e \| Franklin Chacón \| Venezuela \| Gios Kiwi Atlántico \| + 1 min 29 s \| \| 9e \| Luca Pacioni \| Italie \| Androni Giocattoli-Sidermec \| + 1 min 35 s \| \| 10e \| Ralph Monsalve \| Venezuela \| Tianyoude Hotel Cycling Team \| + 1 min 41 s \| |                   |            |                                  |                  |
| |                   |            |                                  |                  |
| |                   |            |                                  |                  |
| Classement général |                   |            |                                  |                  |
| Coureur | Coureur           | Pays       | Équipe                           | Temps            |
| 1er | Yonathan Salinas  | Venezuela  | Deportivo Táchira - Super Ahorro | 10 h 16 min 15 s |
| 2e | Jhonatan Restrepo | Colombie   | Androni Giocattoli-Sidermec      | + 0 s            |
| 3e | Roniel Campos     | Venezuela  | Deportivo Táchira - Super Ahorro | + 3 s            |
| 4e | Kevin Rivera      | Costa Rica | Androni Giocattoli-Sidermec      | + 10 s           |
| 5e | Isaac Yaguaro     | Venezuela  | Ciclo Corse                      | + 34 s           |
| 6e | Jackson Rodríguez | Venezuela  | Moy's - Grupo JHS                | + 43 s           |
| 7e | Leonel Quintero   | Venezuela  | Matrix Powertag                  | + 1 min 24 s     |
| 8e | Franklin Chacón   | Venezuela  | Gios Kiwi Atlántico              | + 1 min 29 s     |
| 9e | Luca Pacioni      | Italie     | Androni Giocattoli-Sidermec      | + 1 min 35 s     |
| 10e | Ralph Monsalve    | Venezuela  | Tianyoude Hotel Cycling Team     | + 1 min 41 s     |

### 4eétape
| \| Classement de l'étape \| Classement de l'étape \| Classement de l'étape \| Classement de l'étape \| Classement de l'étape \| \| Coureur \| Coureur \| Pays \| Équipe \| Temps \| \| --------------------- \| --------------------- \| --------------------- \| ----------------------------------- \| --------------------- \| \| 1er \| Leonel Quintero \| Venezuela \| Matrix Powertag \| 3 h 51 min 16 s \| \| 2e \| Kevin Rivera \| Costa Rica \| Androni Giocattoli-Sidermec \| + 10 s \| \| 3e \| Yonathan Salinas \| Venezuela \| Deportivo Táchira - Super Ahorro \| + 12 s \| \| 4e \| Yurgen Ramírez \| Venezuela \| Venezuela País de Futuro-Fina Arroz \| + 24 s \| \| 5e \| Roniel Campos \| Venezuela \| Deportivo Táchira - Super Ahorro \| + 28 s \| \| 6e \| Jefferson Cepeda \| Équateur \| Caja Rural-Seguros RGA \| + 30 s \| \| 7e \| Juan José Ruiz \| Venezuela \| Deportivo Táchira - Super Ahorro \| + 34 s \| \| 8e \| Jimmy Briceño \| Venezuela \| Lotería del Táchira - Concafé \| + 36 s \| \| 9e \| Jonathan Camargo \| Venezuela \| Lotería del Táchira - Concafé \| + 41 s \| \| 10e \| Cristian Cubides \| Colombie \| Team Herrera \| + 1 min 08 s \| |                  |            |                                     |                 |
| |                  |            |                                     |                 |
| |                  |            |                                     |                 |
| Classement de l'étape |                  |            |                                     |                 |
| Coureur | Coureur          | Pays       | Équipe                              | Temps           |
| 1er | Leonel Quintero  | Venezuela  | Matrix Powertag                     | 3 h 51 min 16 s |
| 2e | Kevin Rivera     | Costa Rica | Androni Giocattoli-Sidermec         | + 10 s          |
| 3e | Yonathan Salinas | Venezuela  | Deportivo Táchira - Super Ahorro    | + 12 s          |
| 4e | Yurgen Ramírez   | Venezuela  | Venezuela País de Futuro-Fina Arroz | + 24 s          |
| 5e | Roniel Campos    | Venezuela  | Deportivo Táchira - Super Ahorro    | + 28 s          |
| 6e | Jefferson Cepeda | Équateur   | Caja Rural-Seguros RGA              | + 30 s          |
| 7e | Juan José Ruiz   | Venezuela  | Deportivo Táchira - Super Ahorro    | + 34 s          |
| 8e | Jimmy Briceño    | Venezuela  | Lotería del Táchira - Concafé       | + 36 s          |
| 9e | Jonathan Camargo | Venezuela  | Lotería del Táchira - Concafé       | + 41 s          |
| 10e | Cristian Cubides | Colombie   | Team Herrera                        | + 1 min 08 s    |

| \| Classement général \| Classement général \| Classement général \| Classement général \| Classement général \| \| Coureur \| Coureur \| Pays \| Équipe \| Temps \| \| ------------------ \| ------------------ \| ------------------ \| ----------------------------------- \| ------------------ \| \| 1er \| Yonathan Salinas \| Venezuela \| Deportivo Táchira - Super Ahorro \| 14 h 07 min 39 s \| \| 2e \| Kevin Rivera \| Costa Rica \| Androni Giocattoli-Sidermec \| + 6 s \| \| 3e \| Roniel Campos \| Venezuela \| Deportivo Táchira - Super Ahorro \| + 23 s \| \| 4e \| Leonel Quintero \| Venezuela \| Matrix Powertag \| + 1 min 06 s \| \| 5e \| Yurgen Ramírez \| Venezuela \| Venezuela País de Futuro-Fina Arroz \| + 2 min 07 s \| \| 6e \| Jefferson Cepeda \| Équateur \| Caja Rural-Seguros RGA \| + 2 min 13 s \| \| 7e \| Juan José Ruiz \| Venezuela \| Deportivo Táchira - Super Ahorro \| + 2 min 17 s \| \| 8e \| Jimmy Briceño \| Venezuela \| Lotería del Táchira - Concafé \| + 2 min 19 s \| \| 9e \| Jonathan Camargo \| Venezuela \| Lotería del Táchira - Concafé \| + 2 min 24 s \| \| 10e \| Cristian Cubides \| Colombie \| Team Herrera \| + 2 min 51 s \| |                  |            |                                     |                  |
| |                  |            |                                     |                  |
| |                  |            |                                     |                  |
| Classement général |                  |            |                                     |                  |
| Coureur | Coureur          | Pays       | Équipe                              | Temps            |
| 1er | Yonathan Salinas | Venezuela  | Deportivo Táchira - Super Ahorro    | 14 h 07 min 39 s |
| 2e | Kevin Rivera     | Costa Rica | Androni Giocattoli-Sidermec         | + 6 s            |
| 3e | Roniel Campos    | Venezuela  | Deportivo Táchira - Super Ahorro    | + 23 s           |
| 4e | Leonel Quintero  | Venezuela  | Matrix Powertag                     | + 1 min 06 s     |
| 5e | Yurgen Ramírez   | Venezuela  | Venezuela País de Futuro-Fina Arroz | + 2 min 07 s     |
| 6e | Jefferson Cepeda | Équateur   | Caja Rural-Seguros RGA              | + 2 min 13 s     |
| 7e | Juan José Ruiz   | Venezuela  | Deportivo Táchira - Super Ahorro    | + 2 min 17 s     |
| 8e | Jimmy Briceño    | Venezuela  | Lotería del Táchira - Concafé       | + 2 min 19 s     |
| 9e | Jonathan Camargo | Venezuela  | Lotería del Táchira - Concafé       | + 2 min 24 s     |
| 10e | Cristian Cubides | Colombie   | Team Herrera                        | + 2 min 51 s     |

### 5eétape
| \| Classement de l'étape \| Classement de l'étape \| Classement de l'étape \| Classement de l'étape \| Classement de l'étape \| \| Coureur \| Coureur \| Pays \| Équipe \| Temps \| \| --------------------- \| --------------------- \| --------------------- \| -------------------------------- \| --------------------- \| \| 1er \| Jhonatan Restrepo \| Colombie \| Androni Giocattoli-Sidermec \| 3 h 00 min 00 s \| \| 2e \| Jonathan Camargo \| Venezuela \| Lotería del Táchira - Concafé \| + 0 s \| \| 3e \| Daniel Muñoz \| Colombie \| Androni Giocattoli-Sidermec \| + 0 s \| \| 4e \| Carlos Gálviz \| Venezuela \| Deportivo Táchira - Super Ahorro \| + 0 s \| \| 5e \| Juan José Ruiz \| Venezuela \| Deportivo Táchira - Super Ahorro \| + 0 s \| \| 6e \| Jefferson Cepeda \| Équateur \| Caja Rural-Seguros RGA \| + 1 min 18 s \| \| 7e \| Jimmy Briceño \| Venezuela \| Lotería del Táchira - Concafé \| + 1 min 18 s \| \| 8e \| Jorge Abreu \| Venezuela \| Lotería del Táchira - Concafé \| + 1 min 36 s \| \| 9e \| Leonel Quintero \| Venezuela \| Matrix Powertag \| + 1 min 42 s \| \| 10e \| Roniel Campos \| Venezuela \| Deportivo Táchira - Super Ahorro \| + 1 min 42 s \| |                   |           |                                  |                 |
| |                   |           |                                  |                 |
| |                   |           |                                  |                 |
| Classement de l'étape |                   |           |                                  |                 |
| Coureur | Coureur           | Pays      | Équipe                           | Temps           |
| 1er | Jhonatan Restrepo | Colombie  | Androni Giocattoli-Sidermec      | 3 h 00 min 00 s |
| 2e | Jonathan Camargo  | Venezuela | Lotería del Táchira - Concafé    | + 0 s           |
| 3e | Daniel Muñoz      | Colombie  | Androni Giocattoli-Sidermec      | + 0 s           |
| 4e | Carlos Gálviz     | Venezuela | Deportivo Táchira - Super Ahorro | + 0 s           |
| 5e | Juan José Ruiz    | Venezuela | Deportivo Táchira - Super Ahorro | + 0 s           |
| 6e | Jefferson Cepeda  | Équateur  | Caja Rural-Seguros RGA           | + 1 min 18 s    |
| 7e | Jimmy Briceño     | Venezuela | Lotería del Táchira - Concafé    | + 1 min 18 s    |
| 8e | Jorge Abreu       | Venezuela | Lotería del Táchira - Concafé    | + 1 min 36 s    |
| 9e | Leonel Quintero   | Venezuela | Matrix Powertag                  | + 1 min 42 s    |
| 10e | Roniel Campos     | Venezuela | Deportivo Táchira - Super Ahorro | + 1 min 42 s    |

| \| Classement général \| Classement général \| Classement général \| Classement général \| Classement général \| \| Coureur \| Coureur \| Pays \| Équipe \| Temps \| \| ------------------ \| ------------------ \| ------------------ \| -------------------------------- \| ------------------ \| \| 1er \| Roniel Campos \| Venezuela \| Deportivo Táchira - Super Ahorro \| 17 h 09 min 43 s \| \| 2e \| Jonathan Camargo \| Venezuela \| Lotería del Táchira - Concafé \| + 12 s \| \| 3e \| Juan José Ruiz \| Venezuela \| Deportivo Táchira - Super Ahorro \| + 13 s \| \| 4e \| Leonel Quintero \| Venezuela \| Matrix Powertag \| + 44 s \| \| 5e \| Jefferson Cepeda \| Équateur \| Caja Rural-Seguros RGA \| + 1 min 27 s \| \| 6e \| Jimmy Briceño \| Venezuela \| Lotería del Táchira - Concafé \| + 1 min 33 s \| \| 7e \| Carlos Gálviz \| Venezuela \| Deportivo Táchira - Super Ahorro \| + 1 min 53 s \| \| 8e \| Yonathan Salinas \| Venezuela \| Deportivo Táchira - Super Ahorro \| + 2 min 20 s \| \| 9e \| Jorge Abreu \| Venezuela \| Lotería del Táchira - Concafé \| + 2 min 25 s \| \| 10e \| Kevin Rivera \| Costa Rica \| Androni Giocattoli-Sidermec \| + 2 min 26 s \| |                  |            |                                  |                  |
| |                  |            |                                  |                  |
| |                  |            |                                  |                  |
| Classement général |                  |            |                                  |                  |
| Coureur | Coureur          | Pays       | Équipe                           | Temps            |
| 1er | Roniel Campos    | Venezuela  | Deportivo Táchira - Super Ahorro | 17 h 09 min 43 s |
| 2e | Jonathan Camargo | Venezuela  | Lotería del Táchira - Concafé    | + 12 s           |
| 3e | Juan José Ruiz   | Venezuela  | Deportivo Táchira - Super Ahorro | + 13 s           |
| 4e | Leonel Quintero  | Venezuela  | Matrix Powertag                  | + 44 s           |
| 5e | Jefferson Cepeda | Équateur   | Caja Rural-Seguros RGA           | + 1 min 27 s     |
| 6e | Jimmy Briceño    | Venezuela  | Lotería del Táchira - Concafé    | + 1 min 33 s     |
| 7e | Carlos Gálviz    | Venezuela  | Deportivo Táchira - Super Ahorro | + 1 min 53 s     |
| 8e | Yonathan Salinas | Venezuela  | Deportivo Táchira - Super Ahorro | + 2 min 20 s     |
| 9e | Jorge Abreu      | Venezuela  | Lotería del Táchira - Concafé    | + 2 min 25 s     |
| 10e | Kevin Rivera     | Costa Rica | Androni Giocattoli-Sidermec      | + 2 min 26 s     |

### 6eétape
| \| Classement de l'étape \| Classement de l'étape \| Classement de l'étape \| Classement de l'étape \| Classement de l'étape \| \| Coureur \| Coureur \| Pays \| Équipe \| Temps \| \| --------------------- \| --------------------- \| --------------------- \| ----------------------------------- \| --------------------- \| \| 1er \| Kevin Rivera \| Costa Rica \| Androni Giocattoli-Sidermec \| 26 min 19 s \| \| 2e \| Carlos Gálviz \| Venezuela \| Deportivo Táchira - Super Ahorro \| + 13 s \| \| 3e \| Jefferson Cepeda \| Équateur \| Caja Rural-Seguros RGA \| + 16 s \| \| 4e \| Jhonatan Restrepo \| Colombie \| Androni Giocattoli-Sidermec \| + 17 s \| \| 5e \| Jimmy Briceño \| Venezuela \| Lotería del Táchira - Concafé \| + 17 s \| \| 6e \| Juan José Ruiz \| Venezuela \| Deportivo Táchira - Super Ahorro \| + 38 s \| \| 7e \| Roniel Campos \| Venezuela \| Deportivo Táchira - Super Ahorro \| + 49 s \| \| 8e \| Yonathan Salinas \| Venezuela \| Deportivo Táchira - Super Ahorro \| + 53 s \| \| 9e \| Daniel Muñoz \| Colombie \| Androni Giocattoli-Sidermec \| + 55 s \| \| 10e \| Yurgen Ramírez \| Venezuela \| Venezuela País de Futuro-Fina Arroz \| + 1 min 01 s \| |                   |            |                                     |              |
| |                   |            |                                     |              |
| |                   |            |                                     |              |
| Classement de l'étape |                   |            |                                     |              |
| Coureur | Coureur           | Pays       | Équipe                              | Temps        |
| 1er | Kevin Rivera      | Costa Rica | Androni Giocattoli-Sidermec         | 26 min 19 s  |
| 2e | Carlos Gálviz     | Venezuela  | Deportivo Táchira - Super Ahorro    | + 13 s       |
| 3e | Jefferson Cepeda  | Équateur   | Caja Rural-Seguros RGA              | + 16 s       |
| 4e | Jhonatan Restrepo | Colombie   | Androni Giocattoli-Sidermec         | + 17 s       |
| 5e | Jimmy Briceño     | Venezuela  | Lotería del Táchira - Concafé       | + 17 s       |
| 6e | Juan José Ruiz    | Venezuela  | Deportivo Táchira - Super Ahorro    | + 38 s       |
| 7e | Roniel Campos     | Venezuela  | Deportivo Táchira - Super Ahorro    | + 49 s       |
| 8e | Yonathan Salinas  | Venezuela  | Deportivo Táchira - Super Ahorro    | + 53 s       |
| 9e | Daniel Muñoz      | Colombie   | Androni Giocattoli-Sidermec         | + 55 s       |
| 10e | Yurgen Ramírez    | Venezuela  | Venezuela País de Futuro-Fina Arroz | + 1 min 01 s |

| \| Classement général \| Classement général \| Classement général \| Classement général \| Classement général \| \| Coureur \| Coureur \| Pays \| Équipe \| Temps \| \| ------------------ \| ------------------ \| ------------------ \| -------------------------------- \| ------------------ \| \| 1er \| Roniel Campos \| Venezuela \| Deportivo Táchira - Super Ahorro \| 17 h 36 min 51 s \| \| 2e \| Juan José Ruiz \| Venezuela \| Deportivo Táchira - Super Ahorro \| + 2 s \| \| 3e \| Jefferson Cepeda \| Équateur \| Caja Rural-Seguros RGA \| + 54 s \| \| 4e \| Jimmy Briceño \| Venezuela \| Lotería del Táchira - Concafé \| + 1 min 01 s \| \| 5e \| Leonel Quintero \| Venezuela \| Matrix Powertag \| + 1 min 03 s \| \| 6e \| Carlos Gálviz \| Venezuela \| Deportivo Táchira - Super Ahorro \| + 1 min 17 s \| \| 7e \| Jonathan Camargo \| Venezuela \| Lotería del Táchira - Concafé \| + 1 min 19 s \| \| 8e \| Kevin Rivera \| Costa Rica \| Androni Giocattoli-Sidermec \| + 1 min 37 s \| \| 9e \| Yonathan Salinas \| Venezuela \| Deportivo Táchira - Super Ahorro \| + 2 min 24 s \| \| 10e \| Daniel Muñoz \| Colombie \| Androni Giocattoli-Sidermec \| + 2 min 41 s \| |                  |            |                                  |                  |
| |                  |            |                                  |                  |
| |                  |            |                                  |                  |
| Classement général |                  |            |                                  |                  |
| Coureur | Coureur          | Pays       | Équipe                           | Temps            |
| 1er | Roniel Campos    | Venezuela  | Deportivo Táchira - Super Ahorro | 17 h 36 min 51 s |
| 2e | Juan José Ruiz   | Venezuela  | Deportivo Táchira - Super Ahorro | + 2 s            |
| 3e | Jefferson Cepeda | Équateur   | Caja Rural-Seguros RGA           | + 54 s           |
| 4e | Jimmy Briceño    | Venezuela  | Lotería del Táchira - Concafé    | + 1 min 01 s     |
| 5e | Leonel Quintero  | Venezuela  | Matrix Powertag                  | + 1 min 03 s     |
| 6e | Carlos Gálviz    | Venezuela  | Deportivo Táchira - Super Ahorro | + 1 min 17 s     |
| 7e | Jonathan Camargo | Venezuela  | Lotería del Táchira - Concafé    | + 1 min 19 s     |
| 8e | Kevin Rivera     | Costa Rica | Androni Giocattoli-Sidermec      | + 1 min 37 s     |
| 9e | Yonathan Salinas | Venezuela  | Deportivo Táchira - Super Ahorro | + 2 min 24 s     |
| 10e | Daniel Muñoz     | Colombie   | Androni Giocattoli-Sidermec      | + 2 min 41 s     |

### 7eétape
| \| Classement de l'étape \| Classement de l'étape \| Classement de l'étape \| Classement de l'étape \| Classement de l'étape \| \| Coureur \| Coureur \| Pays \| Équipe \| Temps \| \| --------------------- \| --------------------- \| --------------------- \| ----------------------------------- \| --------------------- \| \| 1er \| Kevin Rivera \| Costa Rica \| Androni Giocattoli-Sidermec \| 3 h 17 min 06 s \| \| 2e \| Roniel Campos \| Venezuela \| Deportivo Táchira - Super Ahorro \| + 38 s \| \| 3e \| Juan José Ruiz \| Venezuela \| Deportivo Táchira - Super Ahorro \| + 43 s \| \| 4e \| Yonathan Salinas \| Venezuela \| Deportivo Táchira - Super Ahorro \| + 1 min 11 s \| \| 5e \| Jorge Abreu \| Venezuela \| Lotería del Táchira - Concafé \| + 1 min 23 s \| \| 6e \| Jonathan Camargo \| Venezuela \| Lotería del Táchira - Concafé \| + 2 min 56 s \| \| 7e \| Jimmy Briceño \| Venezuela \| Lotería del Táchira - Concafé \| + 2 min 56 s \| \| 8e \| Leonel Quintero \| Venezuela \| Matrix Powertag \| + 3 min 30 s \| \| 9e \| Yurgen Ramírez \| Venezuela \| Venezuela País de Futuro-Fina Arroz \| + 3 min 32 s \| \| 10e \| Nelson Camargo \| Venezuela \| Moy's - Grupo JHS \| + 4 min 52 s \| |                  |            |                                     |                 |
| |                  |            |                                     |                 |
| |                  |            |                                     |                 |
| Classement de l'étape |                  |            |                                     |                 |
| Coureur | Coureur          | Pays       | Équipe                              | Temps           |
| 1er | Kevin Rivera     | Costa Rica | Androni Giocattoli-Sidermec         | 3 h 17 min 06 s |
| 2e | Roniel Campos    | Venezuela  | Deportivo Táchira - Super Ahorro    | + 38 s          |
| 3e | Juan José Ruiz   | Venezuela  | Deportivo Táchira - Super Ahorro    | + 43 s          |
| 4e | Yonathan Salinas | Venezuela  | Deportivo Táchira - Super Ahorro    | + 1 min 11 s    |
| 5e | Jorge Abreu      | Venezuela  | Lotería del Táchira - Concafé       | + 1 min 23 s    |
| 6e | Jonathan Camargo | Venezuela  | Lotería del Táchira - Concafé       | + 2 min 56 s    |
| 7e | Jimmy Briceño    | Venezuela  | Lotería del Táchira - Concafé       | + 2 min 56 s    |
| 8e | Leonel Quintero  | Venezuela  | Matrix Powertag                     | + 3 min 30 s    |
| 9e | Yurgen Ramírez   | Venezuela  | Venezuela País de Futuro-Fina Arroz | + 3 min 32 s    |
| 10e | Nelson Camargo   | Venezuela  | Moy's - Grupo JHS                   | + 4 min 52 s    |

| \| Classement général \| Classement général \| Classement général \| Classement général \| Classement général \| \| Coureur \| Coureur \| Pays \| Équipe \| Temps \| \| ------------------ \| ------------------ \| ------------------ \| ----------------------------------- \| ------------------ \| \| 1er \| Roniel Campos \| Venezuela \| Deportivo Táchira - Super Ahorro \| 20 h 54 min 29 s \| \| 2e \| Juan José Ruiz \| Venezuela \| Deportivo Táchira - Super Ahorro \| + 9 s \| \| 3e \| Kevin Rivera \| Costa Rica \| Androni Giocattoli-Sidermec \| + 55 s \| \| 4e \| Yonathan Salinas \| Venezuela \| Deportivo Táchira - Super Ahorro \| + 3 min 03 s \| \| 5e \| Jimmy Briceño \| Venezuela \| Lotería del Táchira - Concafé \| + 3 min 25 s \| \| 6e \| Jonathan Camargo \| Venezuela \| Lotería del Táchira - Concafé \| + 3 min 43 s \| \| 7e \| Jorge Abreu \| Venezuela \| Lotería del Táchira - Concafé \| + 3 min 46 s \| \| 8e \| Leonel Quintero \| Venezuela \| Matrix Powertag \| + 4 min 01 s \| \| 9e \| Yurgen Ramírez \| Venezuela \| Venezuela País de Futuro-Fina Arroz \| + 6 min 12 s \| \| 10e \| Carlos Gálviz \| Venezuela \| Deportivo Táchira - Super Ahorro \| + 6 min 14 s \| |                  |            |                                     |                  |
| |                  |            |                                     |                  |
| |                  |            |                                     |                  |
| Classement général |                  |            |                                     |                  |
| Coureur | Coureur          | Pays       | Équipe                              | Temps            |
| 1er | Roniel Campos    | Venezuela  | Deportivo Táchira - Super Ahorro    | 20 h 54 min 29 s |
| 2e | Juan José Ruiz   | Venezuela  | Deportivo Táchira - Super Ahorro    | + 9 s            |
| 3e | Kevin Rivera     | Costa Rica | Androni Giocattoli-Sidermec         | + 55 s           |
| 4e | Yonathan Salinas | Venezuela  | Deportivo Táchira - Super Ahorro    | + 3 min 03 s     |
| 5e | Jimmy Briceño    | Venezuela  | Lotería del Táchira - Concafé       | + 3 min 25 s     |
| 6e | Jonathan Camargo | Venezuela  | Lotería del Táchira - Concafé       | + 3 min 43 s     |
| 7e | Jorge Abreu      | Venezuela  | Lotería del Táchira - Concafé       | + 3 min 46 s     |
| 8e | Leonel Quintero  | Venezuela  | Matrix Powertag                     | + 4 min 01 s     |
| 9e | Yurgen Ramírez   | Venezuela  | Venezuela País de Futuro-Fina Arroz | + 6 min 12 s     |
| 10e | Carlos Gálviz    | Venezuela  | Deportivo Táchira - Super Ahorro    | + 6 min 14 s     |

### 8eétape
| \| Classement de l'étape \| Classement de l'étape \| Classement de l'étape \| Classement de l'étape \| Classement de l'étape \| \| Coureur \| Coureur \| Pays \| Équipe \| Temps \| \| --------------------- \| --------------------- \| --------------------- \| ---------------------------------------- \| --------------------- \| \| 1er \| Leonel Quintero \| Venezuela \| Matrix Powertag \| 2 h 58 min 39 s \| \| 2e \| Jhonatan Restrepo \| Colombie \| Androni Giocattoli-Sidermec \| + 0 s \| \| 3e \| Germán Rincón \| Venezuela \| Triple Táchira - Hotel Venecia - Fer-Lab \| + 4 s \| \| 4e \| Francisco Peñuela \| Venezuela \| \| + 4 s \| \| 5e \| Isaac Yaguaro \| Venezuela \| Ciclo Corse \| + 4 s \| \| 6e \| Kevin Rivera \| Costa Rica \| Androni Giocattoli-Sidermec \| + 4 s \| \| 7e \| Juan José Ruiz \| Venezuela \| Deportivo Táchira - Super Ahorro \| + 4 s \| \| 8e \| Roniel Campos \| Venezuela \| Deportivo Táchira - Super Ahorro \| + 4 s \| \| 9e \| Jonathan Camargo \| Venezuela \| Lotería del Táchira - Concafé \| + 8 s \| \| 10e \| Yurgen Ramírez \| Venezuela \| Venezuela País de Futuro-Fina Arroz \| + 12 s \| |                   |            |                                          |                 |
| |                   |            |                                          |                 |
| |                   |            |                                          |                 |
| Classement de l'étape |                   |            |                                          |                 |
| Coureur | Coureur           | Pays       | Équipe                                   | Temps           |
| 1er | Leonel Quintero   | Venezuela  | Matrix Powertag                          | 2 h 58 min 39 s |
| 2e | Jhonatan Restrepo | Colombie   | Androni Giocattoli-Sidermec              | + 0 s           |
| 3e | Germán Rincón     | Venezuela  | Triple Táchira - Hotel Venecia - Fer-Lab | + 4 s           |
| 4e | Francisco Peñuela | Venezuela  |                                          | + 4 s           |
| 5e | Isaac Yaguaro     | Venezuela  | Ciclo Corse                              | + 4 s           |
| 6e | Kevin Rivera      | Costa Rica | Androni Giocattoli-Sidermec              | + 4 s           |
| 7e | Juan José Ruiz    | Venezuela  | Deportivo Táchira - Super Ahorro         | + 4 s           |
| 8e | Roniel Campos     | Venezuela  | Deportivo Táchira - Super Ahorro         | + 4 s           |
| 9e | Jonathan Camargo  | Venezuela  | Lotería del Táchira - Concafé            | + 8 s           |
| 10e | Yurgen Ramírez    | Venezuela  | Venezuela País de Futuro-Fina Arroz      | + 12 s          |

## Classements finals

### Classement général
| \| Classement général \| Classement général \| Classement général \| Classement général \| Classement général \| \| Coureur \| Coureur \| Pays \| Équipe \| Temps \| \| ------------------ \| ------------------ \| ------------------ \| ---------------------------------------- \| ------------------ \| \| 1er \| Roniel Campos \| Venezuela \| Deportivo Táchira - Super Ahorro \| 23 h 53 min 12 s \| \| 2e \| Juan José Ruiz \| Venezuela \| Deportivo Táchira - Super Ahorro \| + 9 s \| \| 3e \| Kevin Rivera \| Costa Rica \| Androni Giocattoli-Sidermec \| + 55 s \| \| 4e \| Yonathan Salinas \| Venezuela \| Deportivo Táchira - Super Ahorro \| + 3 min 11 s \| \| 5e \| Jimmy Briceño \| Venezuela \| Lotería del Táchira - Concafé \| + 3 min 33 s \| \| 6e \| Leonel Quintero \| Venezuela \| Matrix Powertag \| + 3 min 47 s \| \| 7e \| Jonathan Camargo \| Venezuela \| Lotería del Táchira - Concafé \| + 3 min 47 s \| \| 8e \| Jorge Abreu \| Venezuela \| Lotería del Táchira - Concafé \| + 4 min 31 s \| \| 9e \| Yurgen Ramírez \| Venezuela \| Venezuela País de Futuro-Fina Arroz \| + 6 min 20 s \| \| 10e \| Carlos Gálviz \| Venezuela \| Deportivo Táchira - Super Ahorro \| + 6 min 44 s \| \| 11e \| Daniel Muñoz \| Colombie \| Androni Giocattoli-Sidermec \| + 7 min 25 s \| \| 12e \| Cristian Cubides \| Colombie \| Team Herrera \| + 11 min 46 s \| \| 13e \| John Nava \| Venezuela \| Lotería del Táchira - Concafé \| + 13 min 29 s \| \| 14e \| Manuel Díaz \| Colombie \| Team Herrera \| + 14 min 54 s \| \| 15e \| Germán Rincón \| Venezuela \| Triple Táchira - Hotel Venecia - Fer-Lab \| + 16 min 16 s \| |                  |            |                                          |                  |
| |                  |            |                                          |                  |
| Source : ProCyclingStats |                  |            |                                          |                  |
| Classement général |                  |            |                                          |                  |
| Coureur | Coureur          | Pays       | Équipe                                   | Temps            |
| 1er | Roniel Campos    | Venezuela  | Deportivo Táchira - Super Ahorro         | 23 h 53 min 12 s |
| 2e | Juan José Ruiz   | Venezuela  | Deportivo Táchira - Super Ahorro         | + 9 s            |
| 3e | Kevin Rivera     | Costa Rica | Androni Giocattoli-Sidermec              | + 55 s           |
| 4e | Yonathan Salinas | Venezuela  | Deportivo Táchira - Super Ahorro         | + 3 min 11 s     |
| 5e | Jimmy Briceño    | Venezuela  | Lotería del Táchira - Concafé            | + 3 min 33 s     |
| 6e | Leonel Quintero  | Venezuela  | Matrix Powertag                          | + 3 min 47 s     |
| 7e | Jonathan Camargo | Venezuela  | Lotería del Táchira - Concafé            | + 3 min 47 s     |
| 8e | Jorge Abreu      | Venezuela  | Lotería del Táchira - Concafé            | + 4 min 31 s     |
| 9e | Yurgen Ramírez   | Venezuela  | Venezuela País de Futuro-Fina Arroz      | + 6 min 20 s     |
| 10e | Carlos Gálviz    | Venezuela  | Deportivo Táchira - Super Ahorro         | + 6 min 44 s     |
| 11e | Daniel Muñoz     | Colombie   | Androni Giocattoli-Sidermec              | + 7 min 25 s     |
| 12e | Cristian Cubides | Colombie   | Team Herrera                             | + 11 min 46 s    |
| 13e | John Nava        | Venezuela  | Lotería del Táchira - Concafé            | + 13 min 29 s    |
| 14e | Manuel Díaz      | Colombie   | Team Herrera                             | + 14 min 54 s    |
| 15e | Germán Rincón    | Venezuela  | Triple Táchira - Hotel Venecia - Fer-Lab | + 16 min 16 s    |

### Classements annexes
| Classement par points | Classement par points | Classement par points | Classement par points            | Classement par points |
| Coureur               | Coureur               | Pays                  | Équipe                           | Points                |
| --------------------- | --------------------- | --------------------- | -------------------------------- | --------------------- |
| 1er                   | Leonel Quintero       | Venezuela             | Matrix Powertag                  | 96 pts                |
| 2e                    | Kevin Rivera          | Costa Rica            | Androni Giocattoli-Sidermec      | 94 pts                |
| 3e                    | Isaac Yaguaro         | Venezuela             | Ciclo Corse                      | 92 pts                |
| 4e                    | Jhonatan Restrepo     | Colombie              | Androni Giocattoli-Sidermec      | 90 pts                |
| 5e                    | Yonathan Salinas      | Venezuela             | Deportivo Táchira - Super Ahorro | 78 pts                |
| 6e                    | Roniel Campos         | Venezuela             | Deportivo Táchira - Super Ahorro | 76 pts                |
| 7e                    | Juan José Ruiz        | Venezuela             | Deportivo Táchira - Super Ahorro | 56 pts                |
| 8e                    | Luca Pacioni          | Italie                | Androni Giocattoli-Sidermec      | 52 pts                |
| 9e                    | Juan Diego Hoyos      | Colombie              | Gespron Fundación Valle          | 52 pts                |
| 10e                   | Carlos Gálviz         | Venezuela             | Deportivo Táchira - Super Ahorro | 48 pts                |

| Classement par points | Classement par points | Classement par points | Classement par points            | Classement par points |
| Coureur               | Coureur               | Pays                  | Équipe                           | Points                |
| --------------------- | --------------------- | --------------------- | -------------------------------- | --------------------- |
| 1er                   | Leonel Quintero       | Venezuela             | Matrix Powertag                  | 96 pts                |
| 2e                    | Kevin Rivera          | Costa Rica            | Androni Giocattoli-Sidermec      | 94 pts                |
| 3e                    | Isaac Yaguaro         | Venezuela             | Ciclo Corse                      | 92 pts                |
| 4e                    | Jhonatan Restrepo     | Colombie              | Androni Giocattoli-Sidermec      | 90 pts                |
| 5e                    | Yonathan Salinas      | Venezuela             | Deportivo Táchira - Super Ahorro | 78 pts                |
| 6e                    | Roniel Campos         | Venezuela             | Deportivo Táchira - Super Ahorro | 76 pts                |
| 7e                    | Juan José Ruiz        | Venezuela             | Deportivo Táchira - Super Ahorro | 56 pts                |
| 8e                    | Luca Pacioni          | Italie                | Androni Giocattoli-Sidermec      | 52 pts                |
| 9e                    | Juan Diego Hoyos      | Colombie              | Gespron Fundación Valle          | 52 pts                |
| 10e                   | Carlos Gálviz         | Venezuela             | Deportivo Táchira - Super Ahorro | 48 pts                |

| Classement de la montagne | Classement de la montagne | Classement de la montagne | Classement de la montagne           | Classement de la montagne |
| Coureur                   | Coureur                   | Pays                      | Équipe                              | Points                    |
| ------------------------- | ------------------------- | ------------------------- | ----------------------------------- | ------------------------- |
| 1er                       | Kevin Rivera              | Costa Rica                | Androni Giocattoli-Sidermec         | 25 pts                    |
| 2e                        | Carlos Gálviz             | Venezuela                 | Deportivo Táchira - Super Ahorro    | 16 pts                    |
| 3e                        | Leonel Quintero           | Venezuela                 | Matrix Powertag                     | 10 pts                    |
| 4e                        | Yonathan Salinas          | Venezuela                 | Deportivo Táchira - Super Ahorro    | 10 pts                    |
| 5e                        | Juan José Ruiz            | Venezuela                 | Deportivo Táchira - Super Ahorro    | 9 pts                     |
| 6e                        | Jonathan Camargo          | Venezuela                 | Lotería del Táchira - Concafé       | 9 pts                     |
| 7e                        | Roniel Campos             | Venezuela                 | Deportivo Táchira - Super Ahorro    | 6 pts                     |
| 8e                        | Kevin Roa                 | Venezuela                 | Gobierno de Trujillo                | 4 pts                     |
| 9e                        | Daniel Muñoz              | Colombie                  | Androni Giocattoli-Sidermec         | 4 pts                     |
| 10e                       | Yurgen Ramírez            | Venezuela                 | Venezuela País de Futuro-Fina Arroz | 3 pts                     |

| Classement de la montagne | Classement de la montagne | Classement de la montagne | Classement de la montagne           | Classement de la montagne |
| Coureur                   | Coureur                   | Pays                      | Équipe                              | Points                    |
| ------------------------- | ------------------------- | ------------------------- | ----------------------------------- | ------------------------- |
| 1er                       | Kevin Rivera              | Costa Rica                | Androni Giocattoli-Sidermec         | 25 pts                    |
| 2e                        | Carlos Gálviz             | Venezuela                 | Deportivo Táchira - Super Ahorro    | 16 pts                    |
| 3e                        | Leonel Quintero           | Venezuela                 | Matrix Powertag                     | 10 pts                    |
| 4e                        | Yonathan Salinas          | Venezuela                 | Deportivo Táchira - Super Ahorro    | 10 pts                    |
| 5e                        | Juan José Ruiz            | Venezuela                 | Deportivo Táchira - Super Ahorro    | 9 pts                     |
| 6e                        | Jonathan Camargo          | Venezuela                 | Lotería del Táchira - Concafé       | 9 pts                     |
| 7e                        | Roniel Campos             | Venezuela                 | Deportivo Táchira - Super Ahorro    | 6 pts                     |
| 8e                        | Kevin Roa                 | Venezuela                 | Gobierno de Trujillo                | 4 pts                     |
| 9e                        | Daniel Muñoz              | Colombie                  | Androni Giocattoli-Sidermec         | 4 pts                     |
| 10e                       | Yurgen Ramírez            | Venezuela                 | Venezuela País de Futuro-Fina Arroz | 3 pts                     |

| Classement des sprints | Classement des sprints | Classement des sprints | Classement des sprints              | Classement des sprints |
| Coureur                | Coureur                | Pays                   | Équipe                              | Points                 |
| ---------------------- | ---------------------- | ---------------------- | ----------------------------------- | ---------------------- |
| 1er                    | Juan Diego Hoyos       | Colombie               | Gespron Fundación Valle             | 50 pts                 |
| 2e                     | Isaac Yaguaro          | Venezuela              | Ciclo Corse                         | 43 pts                 |
| 3e                     | Jesús Villegas         | Venezuela              | Gobierno de Miranda-Trek            | 16 pts                 |
| 4e                     | Jackson Rodríguez      | Venezuela              | Moy's - Grupo JHS                   | 16 pts                 |
| 5e                     | Carlos Gálviz          | Venezuela              | Deportivo Táchira - Super Ahorro    | 12 pts                 |
| 6e                     | John Nava              | Venezuela              | Lotería del Táchira - Concafé       | 9 pts                  |
| 7e                     | Jhonny Araujo          | Venezuela              | NR Osorio - MU Training             | 7 pts                  |
| 8e                     | Jhonatan Restrepo      | Colombie               | Androni Giocattoli-Sidermec         | 6 pts                  |
| 9e                     | Roniel Campos          | Venezuela              | Deportivo Táchira - Super Ahorro    | 5 pts                  |
| 10e                    | Luis Mendoza           | Venezuela              | Venezuela País de Futuro-Fina Arroz | 4 pts                  |

| Classement des sprints | Classement des sprints | Classement des sprints | Classement des sprints              | Classement des sprints |
| Coureur                | Coureur                | Pays                   | Équipe                              | Points                 |
| ---------------------- | ---------------------- | ---------------------- | ----------------------------------- | ---------------------- |
| 1er                    | Juan Diego Hoyos       | Colombie               | Gespron Fundación Valle             | 50 pts                 |
| 2e                     | Isaac Yaguaro          | Venezuela              | Ciclo Corse                         | 43 pts                 |
| 3e                     | Jesús Villegas         | Venezuela              | Gobierno de Miranda-Trek            | 16 pts                 |
| 4e                     | Jackson Rodríguez      | Venezuela              | Moy's - Grupo JHS                   | 16 pts                 |
| 5e                     | Carlos Gálviz          | Venezuela              | Deportivo Táchira - Super Ahorro    | 12 pts                 |
| 6e                     | John Nava              | Venezuela              | Lotería del Táchira - Concafé       | 9 pts                  |
| 7e                     | Jhonny Araujo          | Venezuela              | NR Osorio - MU Training             | 7 pts                  |
| 8e                     | Jhonatan Restrepo      | Colombie               | Androni Giocattoli-Sidermec         | 6 pts                  |
| 9e                     | Roniel Campos          | Venezuela              | Deportivo Táchira - Super Ahorro    | 5 pts                  |
| 10e                    | Luis Mendoza           | Venezuela              | Venezuela País de Futuro-Fina Arroz | 4 pts                  |

| Classement du meilleur jeune | Classement du meilleur jeune | Classement du meilleur jeune | Classement du meilleur jeune             | Classement du meilleur jeune |
| Coureur                      | Coureur                      | Pays                         | Équipe                                   | Temps                        |
| ---------------------------- | ---------------------------- | ---------------------------- | ---------------------------------------- | ---------------------------- |
| 1er                          | Kevin Rivera                 | Costa Rica                   | Androni Giocattoli-Sidermec              | 23 h 54 min 07 s             |
| 2e                           | Yurgen Ramírez               | Venezuela                    | Venezuela País de Futuro-Fina Arroz      | + 5 min 25 s                 |
| 3e                           | Manuel Díaz                  | Colombie                     | Team Herrera                             | + 13 min 59 s                |
| 4e                           | Germán Rincón                | Venezuela                    | Triple Táchira - Hotel Venecia - Fer-Lab | + 15 min 21 s                |
| 5e                           | Franklin Chacón              | Venezuela                    | Gios Kiwi Atlántico                      | + 16 min 30 s                |
| 6e                           | Jeison Rujano                | Venezuela                    | NR Osorio - MU Training                  | + 16 min 47 s                |
| 7e                           | Francisco Peñuela            | Venezuela                    |                                          | + 17 min 08 s                |
| 8e                           | Diego Cadena                 | Colombie                     | Liga de Ciclismo de Magdalena            | + 59 min 09 s                |
| 9e                           | Yilber Ramírez               | Venezuela                    | Triple Táchira - Hotel Venecia - Fer-Lab | + 1 h 01 min 16 s            |
| 10e                          | Gregory Guevara              | Venezuela                    | Triple Táchira - Hotel Venecia - Fer-Lab | + 1 h 01 min 28 s            |

| Classement du meilleur jeune | Classement du meilleur jeune | Classement du meilleur jeune | Classement du meilleur jeune             | Classement du meilleur jeune |
| Coureur                      | Coureur                      | Pays                         | Équipe                                   | Temps                        |
| ---------------------------- | ---------------------------- | ---------------------------- | ---------------------------------------- | ---------------------------- |
| 1er                          | Kevin Rivera                 | Costa Rica                   | Androni Giocattoli-Sidermec              | 23 h 54 min 07 s             |
| 2e                           | Yurgen Ramírez               | Venezuela                    | Venezuela País de Futuro-Fina Arroz      | + 5 min 25 s                 |
| 3e                           | Manuel Díaz                  | Colombie                     | Team Herrera                             | + 13 min 59 s                |
| 4e                           | Germán Rincón                | Venezuela                    | Triple Táchira - Hotel Venecia - Fer-Lab | + 15 min 21 s                |
| 5e                           | Franklin Chacón              | Venezuela                    | Gios Kiwi Atlántico                      | + 16 min 30 s                |
| 6e                           | Jeison Rujano                | Venezuela                    | NR Osorio - MU Training                  | + 16 min 47 s                |
| 7e                           | Francisco Peñuela            | Venezuela                    |                                          | + 17 min 08 s                |
| 8e                           | Diego Cadena                 | Colombie                     | Liga de Ciclismo de Magdalena            | + 59 min 09 s                |
| 9e                           | Yilber Ramírez               | Venezuela                    | Triple Táchira - Hotel Venecia - Fer-Lab | + 1 h 01 min 16 s            |
| 10e                          | Gregory Guevara              | Venezuela                    | Triple Táchira - Hotel Venecia - Fer-Lab | + 1 h 01 min 28 s            |

#### Classement par équipes
| Classement par équipes | Classement par équipes           | Classement par équipes | Classement par équipes |
| Équipe                 | Équipe                           | Pays                   | Temps                  |
| ---------------------- | -------------------------------- | ---------------------- | ---------------------- |
| 1re                    | Deportivo Táchira - Super Ahorro | Venezuela              |                        |
| 2e                     | Lotería del Táchira - Concafé    | Venezuela              |                        |
| 3e                     | Androni Giocattoli-Sidermec      | Italie                 |                        |

## Évolution des classements
| Étape              | Vainqueur          | Classement général | Classement par points | Classement de la montagne | Classement des sprints | Classement des jeunes | Classement par équipes                                  |
| ------------------ | ------------------ | ------------------ | --------------------- | ------------------------- | ---------------------- | --------------------- | ------------------------------------------------------- |
| 1                  | Luca Pacioni       | Luca Pacioni       | Luca Pacioni          | non-attribué              | Juan Diego Hoyos       | Germán Rincón         | Fundación Venezuela País de Futuro-Fina Arroz Iron Grup |
| 2                  | Ralph Monsalve     | Luca Pacioni       | Luca Pacioni          | non-attribué              | Juan Diego Hoyos       | Jhonny Araujo         | Fundación Venezuela País de Futuro-Fina Arroz Iron Grup |
| 3                  | Jhonatan Restrepo  | Yonathan Salinas   | Luca Pacioni          | non-attribué              | Juan Diego Hoyos       | Kevin Rivera          | Androni Giocattoli-Sidermec                             |
| 4                  | Leonel Quintero    | Yonathan Salinas   | Isaac Yaguaro         | Leonel Quintero           | Juan Diego Hoyos       | Kevin Rivera          | Deportivo Táchira                                       |
| 5                  | Jhonatan Restrepo  | Roniel Campos      | Isaac Yaguaro         | Carlos Gálviz             | Juan Diego Hoyos       | Alexander Cepeda      | Deportivo Táchira                                       |
| 6                  | Kevin Rivera       | Roniel Campos      | Jhonatan Restrepo     | Carlos Gálviz             | Juan Diego Hoyos       | Alexander Cepeda      | Deportivo Táchira                                       |
| 7                  | Kevin Rivera       | Roniel Campos      | Kevin Rivera          | Kevin Rivera              | Juan Diego Hoyos       | Kevin Rivera          | Deportivo Táchira                                       |
| 8                  | Roniel Campos      | Roniel Campos      | Kevin Rivera          | Kevin Rivera              | Juan Diego Hoyos       | Kevin Rivera          | Deportivo Táchira                                       |
| Classements finals | Classements finals | Roniel Campos      | Kevin Rivera          | Kevin Rivera              | Juan Diego Hoyos       | Kevin Rivera          | Deportivo Táchira                                       |